# Alidaxo

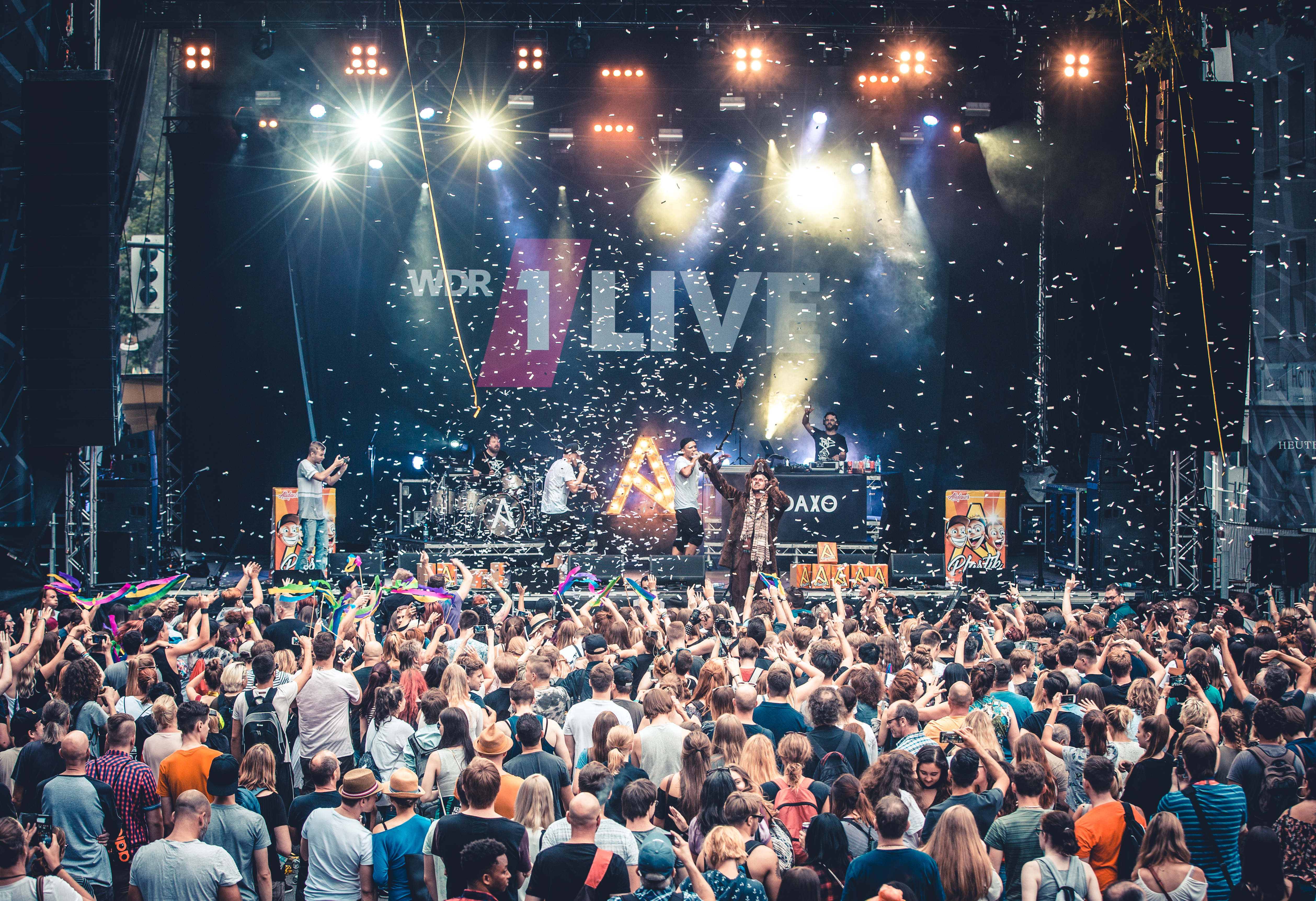
Alidaxo live bei Bochum Total 2017

Alidaxo ist ein deutscher Hip-Hop-Act aus dem Ruhrgebiet.

## Geschichte
Anfang 2015 wurde Alidaxo von Mischa, Erdi und Seppo aus Bochum und Herne unter der Regie von Produzent und Multiinstrumentalist Dennis Brzoska gegründet. Auf dem Video zur Single Marta (2017) wirkten Nathalie Lucia Hahnen und Jan-David Bürger mit.
Im Jahr 2017 standen sie unter anderem bei Bochum Total 2017 auf der Bühne und waren auf ihrer „Retro war gestern“-Tour 2017 quer durch ganz Deutschland unterwegs. Sie spielten beim Sommerfest der Uni Bochum, beim Sun Sucks Brain Out Festival, dem Campusfest der Universität Duisburg und beim K.A.Z. Open Air in Herne.

## Diskografie

### Alben
- 2017: Retro war gestern (Z-Muzic)[8]

### Singles
- 2016: Weltreise
- 2017: Anders[9][10]
- 2017: Plastik
- 2017: Marta
- 2018: Tinder for One (SweeplandRecords)